# 국가낭만주의
국가낭만주의(國家浪漫主義)는 네덜란드의 문학 사조이다. 19세기 초부터 풍미한 낭만주의 영향이 네덜란드에서는 다소 늦게 일어났다. 1836년에 포트히테르(1808년 ~ 1875년) 등은 《히츠》(네덜란드어: De Gids, 《지도》(指導))를 창간하여 문학수준 향상에 노력함과 동시에 문학의 국민성을 존중했다. 그리하여 국가낭만주의가 일어나 과거의 네덜란드 영광을 소재로 한 역사 소설들이 많이 나왔다.